# 六氟合铂(IV)酸钾
六氟合铂(IV)酸钾是一种配位化合物，化学式为K2[PtF6]。它可由氯铂酸钾和过量的三氟化溴在溴中煮沸制得，也可由氯铂酸钾（或溴、碘配合物）和干燥的氟化氢钾在300~400 °C反应得到。它可以被亚锡酸钠、肼或氢气还原为铂。